# Bartosz Kurek
Bartosz Kamil Kurek (Wałbrzych, 29 agosto 1988) è un pallavolista polacco, opposto dei Tokyo Great Bears.

## Palmarès

### Club
- Campionato polacco: 3

2008-09, 2009-10, 2010-11
- Campionato italiano: 1

2013-14
- Coppa di Polonia: 3

2008-09, 2010-11, 2011-12
- Supercoppa italiana: 1

2014

### Nazionale (competizioni minori)
- Campionato europeo under 19 2005
- Memorial Hubert Wagner 2009
- Memorial Hubert Wagner 2013
- Memorial Hubert Wagner 2015
- Memorial Hubert Wagner 2016
- Memorial Hubert Wagner 2017
- Memorial Hubert Wagner 2018
- Memorial Hubert Wagner 2021
- Memorial Hubert Wagner 2023

### Premi individuali
- 2005 - Campionato europeo under 19: Miglior attaccante
- 2009 - Memorial Hubert Wagner: MVP
- 2009 - Mondiale per club: Miglior realizzatore
- 2009 - Inserito nella Squadra ideale dell'anno de L'Équipe
- 2011 - World League: Miglior realizzatore
- 2011 - Campionato europeo: Miglior servizio
- 2012 - World League: MVP
- 2018 - Campionato mondiale: MVP
- 2018 - CEV: Miglior giocatore dell'anno
- 2021 - V.League Division 1: Miglior realizzatore
- 2021 - V.League Division 1: Sestetto ideale
- 2021 - Volleyball Nations League: MVP
- 2021 - Volleyball Nations League: Miglior opposto
- 2021 - Memorial Hubert Wagner: Miglior attaccante
- 2021 - Coppa dell'Imperatore: MVP
- 2022 - V.League Division 1: Miglior spirito combattivo
- 2022 - V.League Division 1: Miglior attaccante
- 2022 - V.League Division 1: Sestetto ideale
- 2022 - Campionato mondiale: Miglior opposto[9]
- 2023 - V.League Division 1: MVP della finale
- 2023 - V.League Division 1: Sestetto ideale